# Gestapo serba
La Gestapo serba  era un corpo di polizia segreta politica dello stato Serbo, collaborazionista del Terzo Reich, e avente finalità e scopi simili a quelli della Gestapo tedesca. Parteciparono sul suolo balcanico alla lotta anti-partigiana.

## Formazione dell'unità
Il 1º aprile 1942 la Gestapo tedesca iniziava la formazione del 1º reparto speciale da combattimento di Belgrado con lo scopo di combattere contro l'Esercito di liberazione del popolo (formazione della resistenza comunista operante in territorio serbo). I membri di questa unità si autodefinivano Gestapo serba.
Va detto che molti esponenti di questa milizia erano sostanzialmente dei comuni criminali: i frequenti abusi di autorità in cui incorsero, convinsero alla lunga i supervisori germanici dell'opportunità di sciogliere la formazione (cosa che avvenne il 29 febbraio 1944).

## Organico
Alla fine del 1942 la Gestapo Serba raggiunse un organico di 147 uomini. Gli arruolamenti erano curati dal comandante Strahinja Janjić e dal suo "vice" Svetozar Nećak.  Gli elementi provenivano dalla Žandarmerija, dai volontari di Dimitrije Ljotić e simpatizzanti nazisti.
Per essere ammessi, i candidati dovevano recarsi alla centrale Gestapo di Belgrado, redigere una sorta di autobiografia e prestare giuramento.

## Addestramento
Il luogo dove sorse la prima scuola d'addestramento fu Belgrado, in via Starine Novaka nr. 24 (il palazzo della scuola elementare).
Nell'aprile del 1943 un gruppo di 22 agenti di questa formazione veniva inviato a Berlino per seguire un ulteriore corso di perfezionamento.